# Illatozó muskátli
Az illatozó muskátli (Pelargonium graveolens) a gólyaorrvirágúak (Geraniales) rendjébe, ezen belül a gólyaorrfélék (Geraniaceae) családjába tartozó faj. A legközelebbi rokonai: a Pelargonium crispum és a Pelargonium tomentosum.

## Előfordulása
Az illatozó muskátli őshazája a Dél-afrikai Köztársaság északi és délnyugati részei, valamint Zimbabwe és Mozambik. Azonban manapság számos helyen termesztik; a hűvösebb éghajlatokon szobanövényként, míg a melegebb éghajlatokon kerti virágként is. Amint a magyar neve is utal rá, a parfümiparban fontos szerepet játszik.

## Termesztett változatai és hibridjei
Az alábbi lista a legkedveltebb termesztett változatai és hibridjeit foglalja magába:
- P. 'Graveolens' (Pelargonium graveolens hort.)
- Pelargonium 'Citrosum'
- P. 'Cinnamon Rose'
- P. 'Dr Westerland'
- P. 'Graveolens Bontrosai'
- P. 'Grey Lady Plymouth'
- P. 'Lady Plymouth'
- P. 'Lara Starshine'
- P. 'Lucaeflora'
- P. × melissinum
- P. 'Mint Rose'
- P. 'Secret Love'
- P. 'Van Leeni'

## Megjelenése
Ez a muskátlifaj felálló szárú, 1,5 méter magas bokorszerű növény. A számos elágazásai akár 1 méterre is szétterjedhetnek. A levelei mélyen bevágottak, és tapintásra bársonyosan puhák; az apró szőrzetnek köszönhetően. A levél a rózsáéra emlékeztető illatot áraszt. Virágai a világos rózsaszíntől egészen a fehérig változnak; augusztustól januárig nyílnak.

## Képek

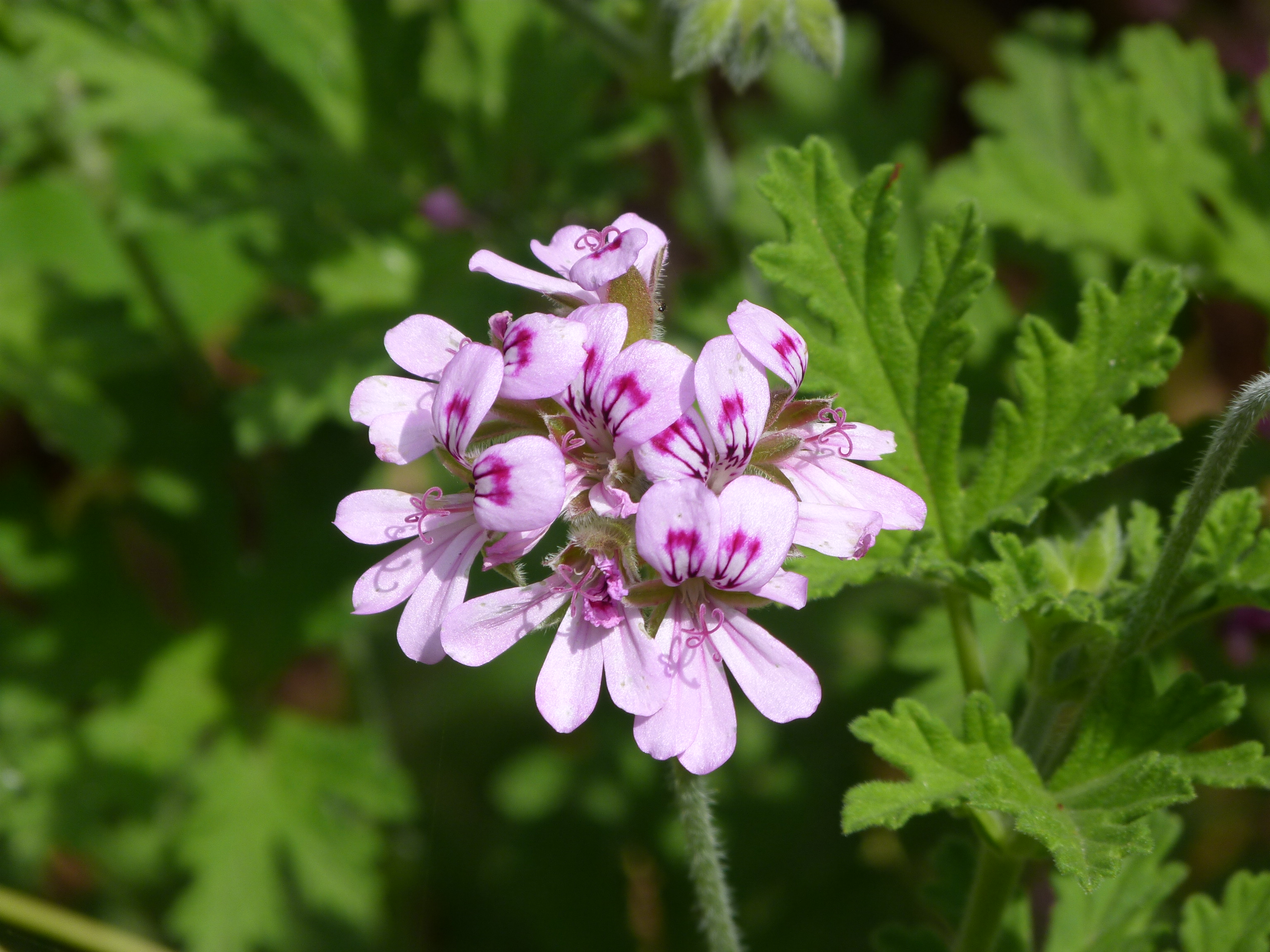
A
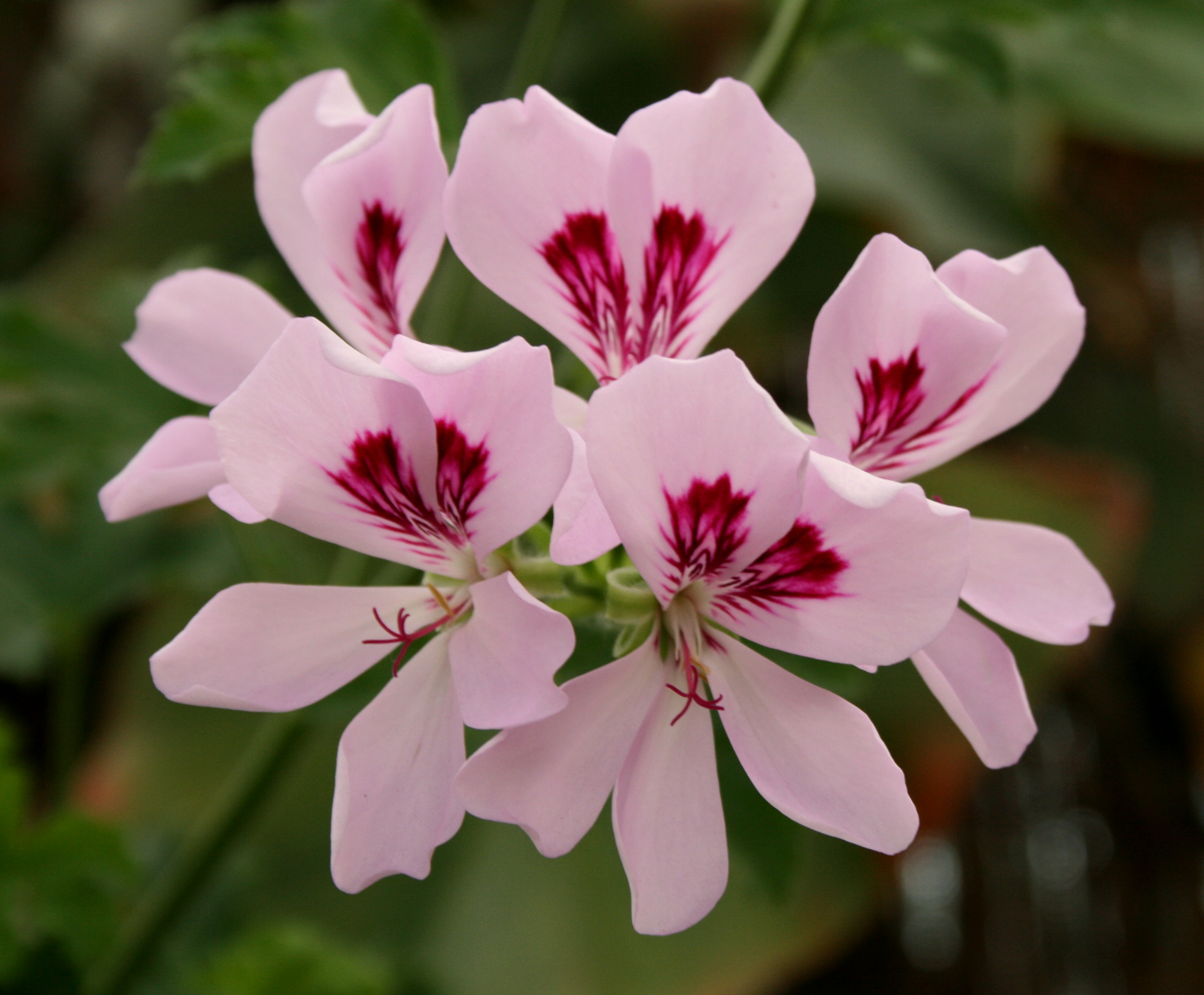
virágai
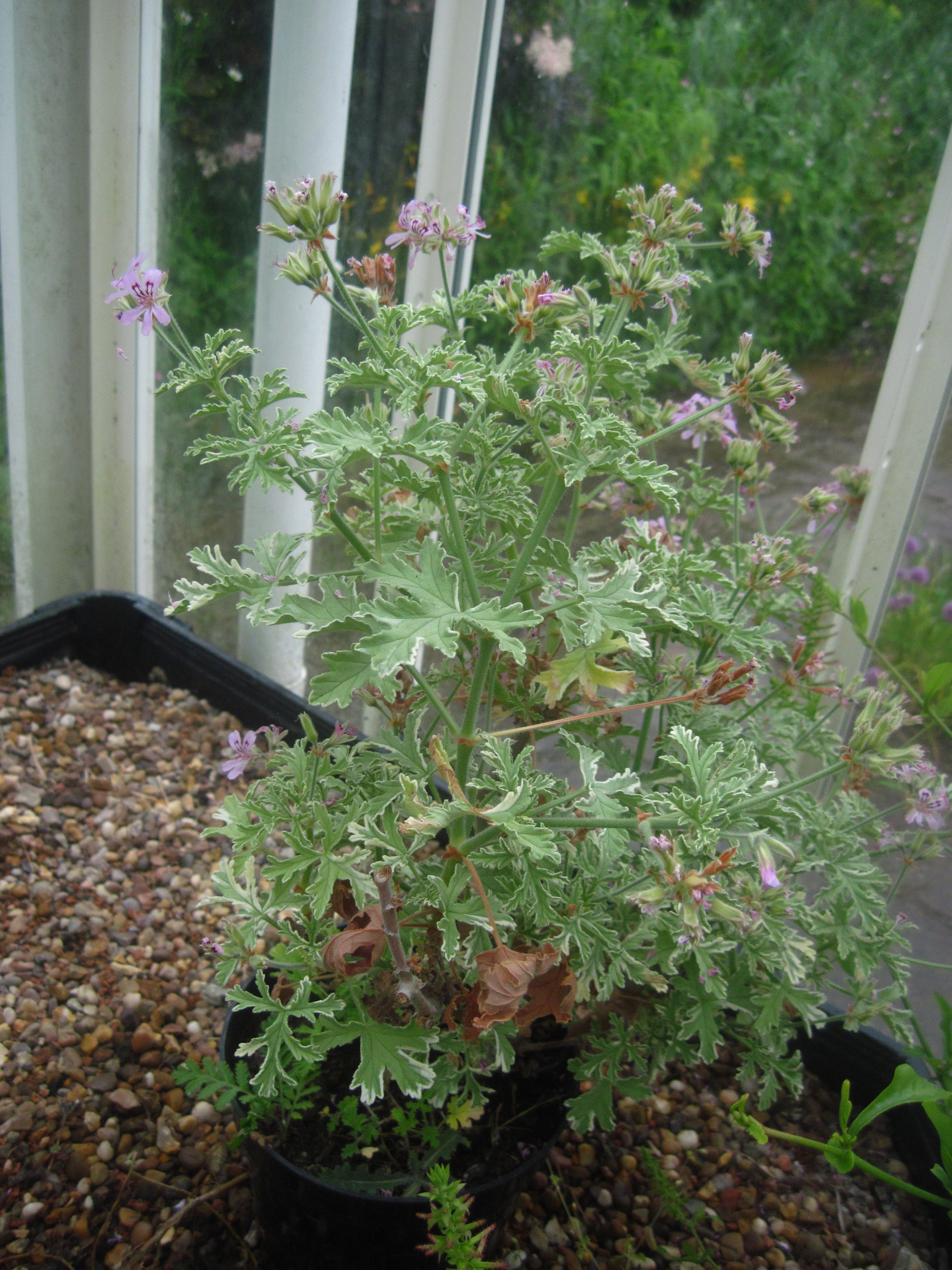
Termesztett 'Lady Plymouth'

### Fordítás
- Ez a szócikk részben vagy egészben  a   Pelargonium graveolens című angol Wikipédia-szócikk ezen változatának fordításán alapul.  Az eredeti cikk szerkesztőit annak laptörténete sorolja fel. Ez a jelzés csupán a megfogalmazás eredetét és a szerzői jogokat jelzi, nem szolgál a cikkben szereplő információk forrásmegjelöléseként.